# プラット・アンド・ホイットニー・カナダ
プラット・アンド・ホイットニー・カナダ（英: Pratt & Whitney Canada; PWC、以下本項ではPWCと呼称）は、カナダにある航空機エンジンメーカーである。アメリカの航空機用エンジンメーカーであるプラット・アンド・ホイットニーの子会社で、本体であるユナイテッド・テクノロジーズの一部門。P&W本社が大型機のエンジンなどの製造にも関っているのに対し、PWCは小型機・ヘリコプターや、補助動力装置専門のエンジンメーカーである。また、開発・販売マーケティングに至っても独立した形態を取っている。現在の従業員数は9200名、そのうち6200名がカナダで勤務している。

## 歴史
1928年、親会社であるプラット&ホイットニー社のエンジンを整備する為のカナダ現地子会社「Canadian Pratt & Whitney Aircraft Company, Ltd」として設立されたのが始まりである。第二次世界大戦時には、プラット・アンド・ホイットニー R-1340を初めとするワスプシリーズの製造に力を入れ、1950年代後半には、ダグラス DC-3などに採用された同社初の製品であるPT6エンジン（小型タービンエンジン）を開発、販売している。
1962年に社名をUnited Aircraft of Canadaと改称するが、1975年に現社名となる。
現在では小型ビジネス機、ヘリコプター用のエンジンを製造するなどカナダ有数の企業となっており、カナダ国立研究機構（NRCC）とも密接に関っている。特にモントリオール・ミラベル国際空港には同社の研究・製造ラインが新設されており、全世界に30拠点以上の施設を抱える。

## 製造エンジン
- プラット・アンド・ホイットニー・カナダ JT12
- プラット・アンド・ホイットニー・カナダ JT15D
- プラット・アンド・ホイットニー・カナダ PT6
- プラット・アンド・ホイットニー・カナダ PT6T
- プラット・アンド・ホイットニー・カナダ PW100
- プラット・アンド・ホイットニー・カナダ PW200
- プラット・アンド・ホイットニー・カナダ PW300
- プラット・アンド・ホイットニー・カナダ PW500
- プラット・アンド・ホイットニー・カナダ PW600
- プラット・アンド・ホイットニー・カナダ PW800
- プラット・アンド・ホイットニー・カナダ PW900